# Linia kolejowa nr 671
Linia kolejowa nr 671 – drugorzędna, jednotorowa, zelektryfikowana linia kolejowa łącząca okręg „GLA” z rozjazdem nr 62 na stacji Gliwice.